# F.C. Rieti
FC Rieti là một câu lạc bộ bóng đá Ý, có trụ sở tại Rieti, Lazio. Câu lạc bộ chơi các trận đấu trên sân nhà tại sân vận động Centro d'Italia.
Được thành lập vào năm 1936, đội lấy tên hiện tại vào năm 1996. Thành tựu chính của đội là thăng hạng Serie B hạng hai vào năm 1946.

## Lịch sử
Câu lạc bộ được thành lập vào năm 1936 với tên Supertessile Rieti và được thành lập lại vào năm 1948 với tên SS Rieti và 1996 với tên hiện tại.
Trong các mùa 1946-47 và 1947-48, đội đã chơi ở Serie B.
Trong các mùa giải 2005-06, 2006-07 đội đã chơi ở Serie C2.
Tháng 5 năm 2018, đội bóng đã trở lại Serie C và được mua lại bởi doanh nhân người Hy Lạp, ông Manthos Poulinakis.

## Màu sắc và huy hiệu
Màu sắc của đội là rau dền (tiếng Ý: rau dền) và xanh da trời (tiếng Ý: celeste).

## Danh hiệu
- Coppa Italia khu vực:
  - Chiến thắng 1: 2011-12